# (1276) Ucclia
(1276) Ucclia es un asteroide que forma parte del cinturón de asteroides y fue descubierto el 24 de enero de 1933 por Eugène Joseph Delporte desde el Real Observatorio de Bélgica, Uccle.

## Designación y nombre
Ucclia fue designado inicialmente como 1933 BA.
Más tarde se nombró por la ciudad belga de Uccle, sede del observatorio desde el que se descubrió.

## Características orbitales
Ucclia orbita a una distancia media de 3,179 ua del Sol, pudiendo alejarse hasta 3,48 ua. Tiene una excentricidad de 0,09473 y una inclinación orbital de 23,28°. Emplea 2070 días en completar una órbita alrededor del Sol.